# 寶珈槍吻海龍
寶珈槍吻海龍（学名：Doryichthys boaja），为輻鰭魚綱棘背魚目海龍魚科的其中一種，分布於西太平洋區，包括越南、寮國、柬埔寨、泰國、馬來西亞、菲律賓的淡水水域，體長可達41公分，棲息在溪流河川，屬肉食性，以小型甲殼類、蠕蟲及昆蟲等為食，為卵胎生。

## 外部連結
- 寶珈槍吻海龍的圖片（页面存档备份，存于）